# دیلان ویلیامز
دیلان ویلیامز (انگلیسی: Dylan Williams؛ زادهٔ ۱۳ سپتامبر ۲۰۰۳) بازیکن فوتبال اهل انگلستان است.

## دوران باشگاهی
ویلیامز اولین بازی خود را برای باشگاه فوتبال دربی کانتی در باخت ۲–۰ مقابل چورلی در جام حذفی فوتبال انگلیس در ۹ ژانویه ۲۰۲۱ انجام داد. او یکی از چهارده بازیکن آکادمی دربی کانتی بود که اولین بازی خود را در این بازی انجام داد؛ چرا که کل تیم اصلی و کادر مربیگری دربی تیم به دلیل شیوع کووید-۱۹ مجبور به اجرای قرنطینه شدند.
او دومین حضور خود را در کنار اعضای تیم اول دربی کانتی، در تساوی ۳–۳ مقابل سالفورد سیتی در ۱۰ اوت ۲۰۲۱ انجام داد.
در ۲۲ ژانویه ۲۰۲۲، او قراردادی حرفه ای با چلسی امضا کرد.